# Фатнево
Фатнево — село в Болховском районе Орловской области. Административный центр Багриновского сельского поселения. Население по переписи 2010 года составляло 521 человек.

## География
Расположено примерно в 15 км к востоку от города Болхов.

## История
Согласно Списку населённых мест Орловской губернии в Фатневе в 1866 году было 502 жителя, имелась 1 православная церковь.
По карте 1937—1940 годов в селе было 70 дворов.
По справочнику административно-территориального деления Орловской области 1965 года Фатнево было столицей Багриновского сельского совета.
По данным топографической карты n-37-085 с данными 1982 года, в селе было 360 жителей.

## Население
| 2002 | 2010 |
| ---- | ---- |
| 498  | ↗521 |

Национальный состав
Согласно результатам переписи 2002 года, в национальной структуре населения
русские составляли 95 % от общей численности населения в 498 жителей